# Котис II
Вижте пояснителната страница за други личности с името Котис.
Котис II е тракийски цар на Одриското царство през от 202 до 162 г. пр. Хр.

## Управление
Той участва в битките при Киноскефале и Пидна през 197 г. пр. Хр. и 168 г. пр. Хр. като съюзник на Македонското царство при царете Филип V и Персей. Плутарх разказва, че по време на битка при Пидна Котис II командвал лявото крило на съюзните антиримски армии което се състояло от подчинените му тракийски войски и части на македонската фаланга. По време на битката траките настъпили първи, носели черни хитони и брони и от тях се уплашил извънредно много зетя на римския пълководец Луций Емилий Павел Публий Емилий Назика който се биел на този участък командван от Лициний Крас. Тракийските войски разбили римските на това крило и траките пленили много римски войници и офицери, въпреки че македонската фаланга изгубила битката.
Котис II имал син Битюс, който също участвал в битката при Пидна през 168 г. пр. Хр., но се биел в дясното крило и бил пленен от римляните и отведен в Рим. Междувременно Котис отправил армията си и срещу римските съюзници също траки Сапеи, Дентелети и др., които войски разбила неговата армия и им наложил волята си. След това лично отишъл в Рим и бил изслушан от сената като предложил да бъде освободен синът му Битюс срещу освобождаване от тракийски плен на римските войници и офицери пленени при Пидна. Сенатът се съгласил и между Одриско царство и Рим били установени официални съюзнически отношения.
Котис единствен от съюзниците на македонския цар Персей запазил независимостта си и тракийското Одриско царство останало непокътнато след военните действия при Пидна.